# Logan (Iowa)
Logan es una ciudad ubicada en el condado de Harrison, Iowa, Estados Unidos. Tiene una población estimada, a mediados de 2021, de 1392 habitantes.
Es la sede del condado.

## Geografía
La localidad está ubicada en las coordenadas 41°38′43″N 95°47′29″O / 41.64528, -95.79139 (41.645409, -95.791253).  Según la Oficina del Censo de los Estados Unidos, tiene una superficie total de 2.57 km², correspondientes en su totalidad a tierra firme.

## Demografía
Según el censo de 2020, en ese momento había 1397 personas residiendo en Logan. La densidad de población era de 543.58 hab./km². El 96.28% de los habitantes eran blancos, el 0.21% eran afroamericanos, el 0.43% eran amerindios, el 0.07% era asiático, el 0.43% eran de otras razas y el 2.79% eran de una mezcla de razas. Del total de la población, el 1.36% eran hispanos o latinos de cualquier raza.